# Катона, Бела
Бела Катона (венг. Béla Katona; род. 9 февраля 1944, Будапешт) — венгерский политический и государственный деятель, инженер, председатель Государственного собрания Венгрии (2009—2010).

## Биография
Родился 9 февраля 1944 года в Будапеште. В 1962 году окончил гимназию им. Йожефа Аттилы.
В 1967 году он окончил Будапештский университет технологии и экономики по специальности «машиностроение», а в 1984 году — Университет Корвина по специальности «международные экономические отношения», где в том же году получил докторскую степень.

## Карьера
С 1967 года работал на Будапештском заводе нефтяного машиностроения, техническим директором, где в 1980—1984 годах был термическим директором.
Катона был одним из основателей Венгерской социалистической партии, президентом которой в Будапеште он был до июня 1990 года. На выборах 1990 года Катона стал депутатом парламента. С июня 1994 года он был министром без портфеля, контролирующим службу гражданской разведки. 1 апреля 1995 года ушёл с этой должности. 
С марта 1996 по сентябрь 1998 года он был заместителем председателя Венгерской социалистической партии. 15 сентября 2009 года стал председателем Государственного собрания Венгрии, пробыв в этой должности до мая 2010 года.
На выборах 1998 года Катона был кандидатом на пост мэра Будапешта.